# セカ・アレクシッチ
セカ・アレクシッチ（セルビア語:Сека Алексић / Seka Aleksić）、本名スヴィェトラナ・アレクシッチ（セルビア語:Светлана Алексић / Svetlana Aleksić）は、1981年4月23日生まれ、ユーゴスラビア社会主義連邦共和国、ボスニア・ヘルツェゴビナ社会主義共和国ズヴォルニク（、現ボスニア・ヘルツェゴヴィナ共和国・スルプスカ共和国）出身のターボ・フォーク歌手。民族的にはセルビア人であり、ボスニア・ヘルツェゴビナ国籍のみを保持している。

## 人物
セルビア人の父ミロラド（Milorad）と、ボシュニャク人の母イブリマ（Ibrima）の間に生まれる（後に両親は離婚、以降母親とともに暮らす）。ユーゴスラビア紛争が始まると、母親とともにセルビアのバニャ・コヴィリャチャ（Banja Koviljača）に移り、さらに同国のシャバツ（Šabac）へと移った。彼女はカフェでツェツァの曲などを歌っていたという。歌手としてのキャリアを磨くため2年間スイスに移住、クラブやディスコで活躍した。その後ボスニア・ヘルツェゴヴィナのビイェリィナ（Bijeljina）に帰国。
2002年、セルビアのチュプリヤ（Ćuprija）で行われたフェスティバルに参加、またこのときに後に夫となった人物・ゾラン・コヴァチェヴィッチ（Zoran Kovačević）とであった。
セカはセルビアの映画「Ми нисмо анђели 3」（ラテン文字転写Mi Nismo Anđeli 3、意訳:私たちは天使じゃない）に出演し、重要な役であったターボ・フォーク歌手のガールフレンド・スモクヴィツァ（Smokvica）役を演じた。この役としてはじめクロアチアの歌手セヴェリナ・ヴチュコヴィッチが挙がったが、日程の都合上実現しなかった。
彼女はまた、自身の服のブランド「Rich Bitch」を3rdアルバム『Dođi i uzmi me』の発売と同時に立ち上げた。さらに、2007年秋の4thアルバム『Kraljica』の発売にあわせて新ブランド「Queen」を立ち上げた。現在ではツェツァに次いで人気のあるターボ・フォーク歌手となっている。
セカ・アレクシッチは、2002年以降、夫でありマネージャのゾラン・コヴァチェヴィッチと共に暮らしていたが、2007年に離別した。その後もコヴァチェヴィッチはセカ・アレクシッチの友人であり、またマネージャの地位にとどまっている。

## アルバム
- Idealno tvoja（2002年）
- Balkan（2003年）
- Dođi i uzmi me（2005年）
- Kraljica（2007年）

## 映画
- Mi nismo anđeli 3 - Rock'n'Roll uzvraća udarac (We Are Not Angels 3 - Rock'n'Roll Strike Back)